# هرکول ۵۱۴۳
سیارک ۵۱۴۳ (به انگلیسی: 5143 Heracles، نامگذاری:1991VL) پنج هزار و صد و چهل و سومین سیارک کشف شده‌است که در ۷ نوامبر ۱۹۹۱ کشف شد.
قدر مطلق سیارک برابر ۱۴٫۰۰ است.